# Campiglia Soana
Campiglia Soana (Francoprovençaals: Tcampiy) is een plaats (frazione) in de Italiaanse gemeente Valprato Soana. Tot 1928 was het een autonome gemeente.
Campiglia Soana is niet alleen het vakantieoord met de grootste toeristische ontvangst in het Soanadal, maar staat ook bekend om het Heiligdom van San Besso, dat aan de voet van de Monte Fantono staat, op een hoogte van 2.019 meter, en kan worden bereikt in ongeveer anderhalf uur lopen. Elk jaar op 10 augustus trekt het pelgrims uit heel de regio Canavese en Valle d'Aosta om de heilige San Besso, een gemartelde soldaat van het Thebaanse Legioen, te vieren.
De Campigliavallei is ook belangrijk vanwege archeologische vondsten die wijzen op een grote stedelijke nederzetting uit de 16e eeuw, ontdekt bij Pian Cravere (2350 m).
De enige koninklijke jachtweg in het Soanadal, aangelegd door koning Umberto I in 1897, begint ook in Campiglia Soana.

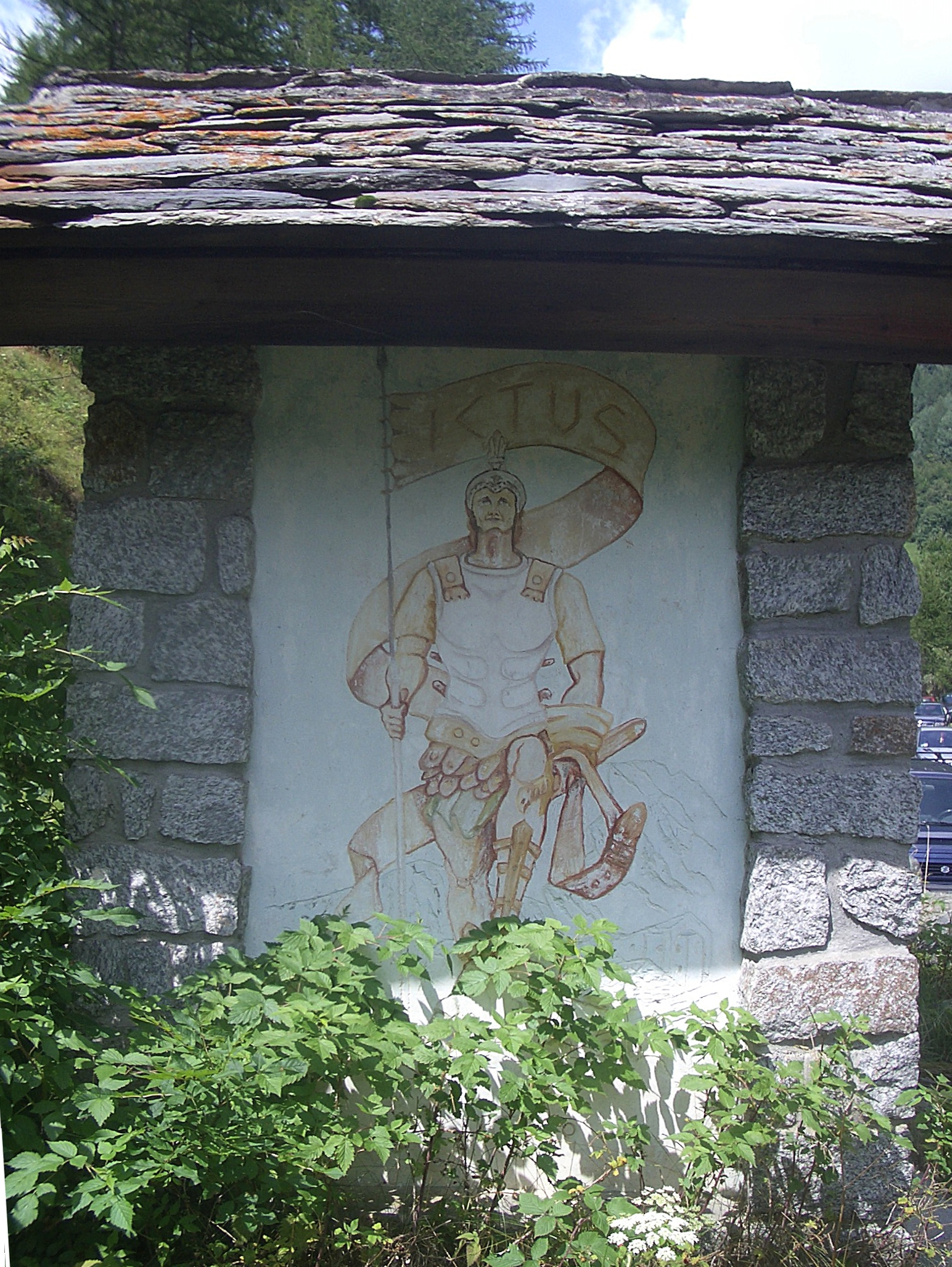
Votiefzuil met de beeltenis van San Besso
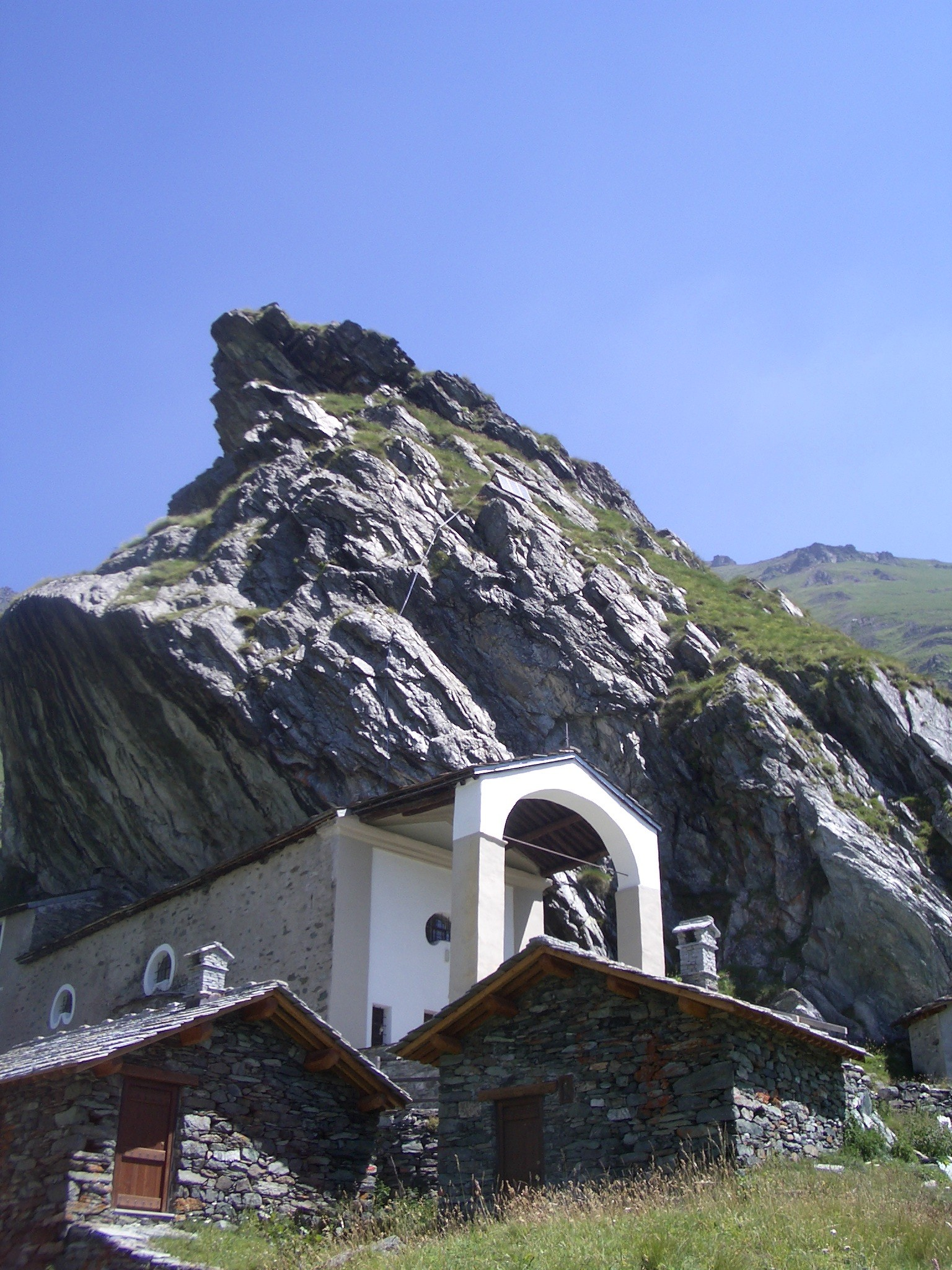
Heiligdom van San Besso
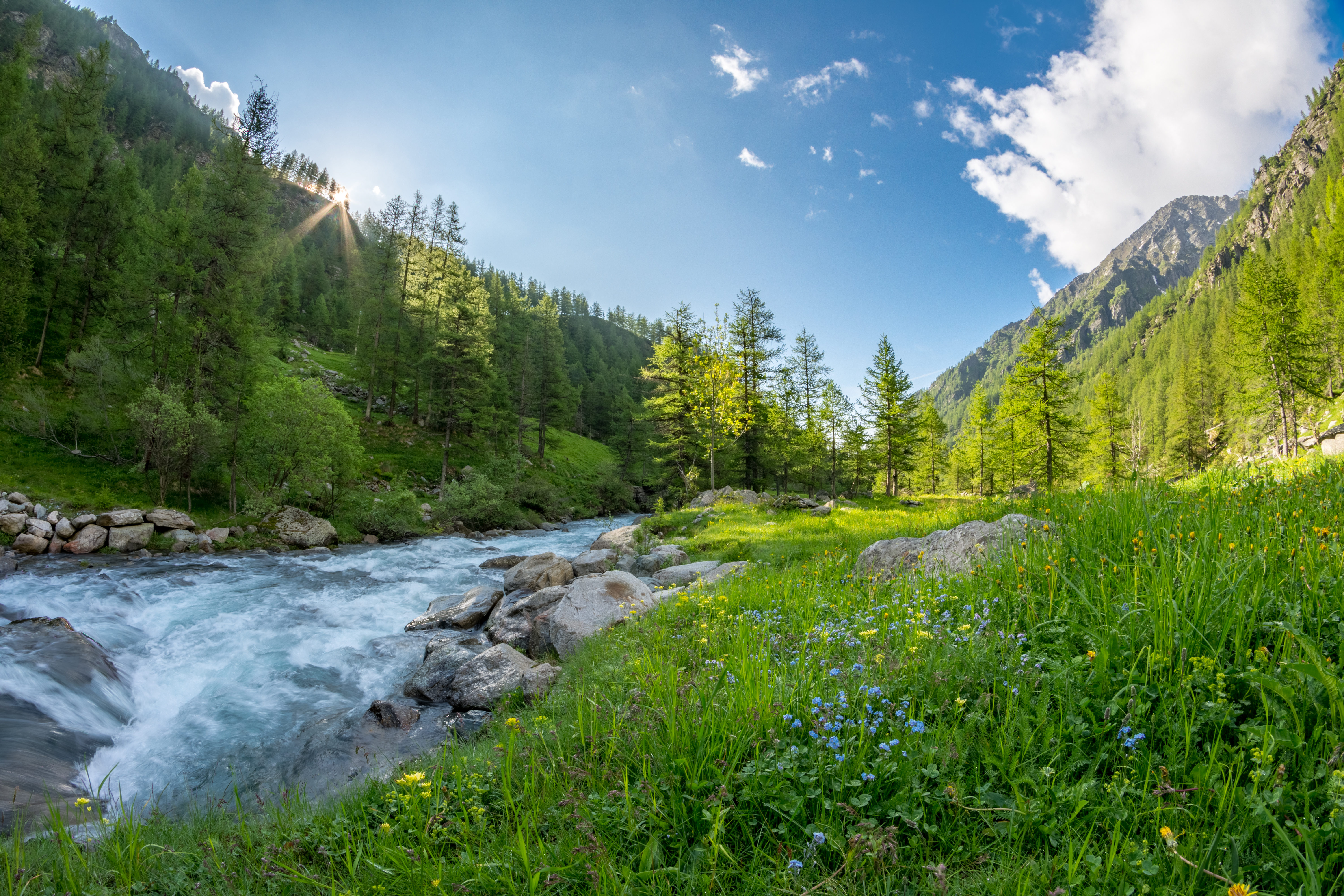
Salendo al Pian d'Azaria bij Campiglia Soana